# Andrew Volstead
Andrew Volstead, né le 31 octobre 1860 à Kenyon (Minnesota), et mort le 20 janvier 1947 à Granite Falls (Minnesota), est un homme politique américain.
Il est connu pour avoir été l'auteur du Volstead Act auquel il donne son nom et qui est un pilier dans l'application de la prohibition aux Etats-Unis qui est instituée de 1919 à 1933 par le XVIIIe amendement à la Constitution des États-Unis.

## Biographie
Andrew John Volstead est né le 31 octobre 1860 à Kenyon (Minnesota), dans le comté de Goodhue. Sa famille est d'origine norvégo-américaine.
Il étudie le droit et passe le barreau en 1883 pour l'Iowa puis le Minnesota l'année suivante,. Il ouvre un cabinet dans le comté de Lac qui Parle avant de déménager à Grantsburg dans le Wisconsin en 1885 puis Granite Falls l'année suivante. Il devient maire de cette ville de 1900 à 1902. Parallèlement, il est élu procureur du comté de Yellow Medicine en 1886 et reste à ce poste pendant 14 ans. 
Aux élections de 1902 pour la Chambre des représentants, il se présente dans le 7e district congressionnel et l'emporte, entrant ainsi dans le 58e Congrès. Il dédie son mandat à la protection des fermiers et des ouvriers, se méfiant de toute législation favorisant les grandes villes et les entreprises ; adoptant également une position antitrust. Il est co-auteur de la Capper–Volstead Act (en) qui permet la création de coopératives agricoles. Volstead se distingue aussi en s'opposant à la politique intérieure du président Woodrow Wilson dont il combat le programme législatif tout en soutenant sa politique extérieure. Durant son mandat, il favorise également les lois développant le droit de vote et luttant contre les lynchages.
Il rejoint la commission judiciaire de la chambre des représentants en 1913 puis en devient le président dès 1919. C'est à ce poste qu'il doit mettre en pratique la prohibition instaurée par le XVIIIe amendement. En tant qu'auteur de cette loi, il est ainsi propulsé sur le devant du débat national autour de la prohibition bien que n'ayant jamais été un soutien notoire de celle-ci. Ne parvenant pas à se faire réélire aux élections de mi-mandat de 1922, il perd son siège à la chambre des représentants. De 1924 à 1931, il travaille en tant que conseiller juridique à Saint Paul pour le Northwest Prohibition Enforcement District,.
Après la fin de la prohibition sous le mandat de Franklin Roosevelt en 1933, Volstead reprend son cabinet à Granite Falls où il reste jusqu'à sa mort le 20 janvier 1947.

### Vie privée
Volstead épouse Helen Mary Osler Gilruth, le 6 août 1894.